# Dominican Open 2021
Die Dominican Open 2021 im Badminton fanden vom 25. bis zum 29. Oktober 2021 im Centro Olímpico Juan Pablo Duarte in Santo Domingo statt.

## Sieger und Platzierte
| Disziplin    | Gold                               | Silber                            | Bronze                                                |
| ------------ | ---------------------------------- | --------------------------------- | ----------------------------------------------------- |
| Herreneinzel | Jonathan Matias                    | Donnians Oliveira                 | Artur Silva Pomoceno                                  |
| Herreneinzel | Jonathan Matias                    | Donnians Oliveira                 | Deivid Silva                                          |
| Dameneinzel  | Juliana Viana Vieira               | Jaqueline Lima                    | Jeisiane Alves                                        |
| Dameneinzel  | Juliana Viana Vieira               | Jaqueline Lima                    | Sâmia Lima                                            |
| Herrendoppel | Fabrício Farias Francielton Farias | Izak Batalha Artur Silva Pomoceno | Jonathan Matias Donnians Oliveira                     |
| Herrendoppel | Fabrício Farias Francielton Farias | Izak Batalha Artur Silva Pomoceno | Vinicios Santos Marcos Ryan Santos Sousa              |
| Damendoppel  | Jaqueline Lima Sâmia Lima          | Sânia Lima Julia Viana Vieira     | Maria Clara Lopes Lima Maria Julia Da Cruz Nascimento |
| Damendoppel  | Jaqueline Lima Sâmia Lima          | Sânia Lima Julia Viana Vieira     | Alisa Juleisy Acosta Clarisa Pie                      |
| Mixed        | Fabrício Farias Jaqueline Lima     | Artur Silva Pomoceno Sâmia Lima   | Marcos Ryan Santos Sousa Sânia Lima                   |
| Mixed        | Fabrício Farias Jaqueline Lima     | Artur Silva Pomoceno Sâmia Lima   | Matheus Voigt Tamires Santos                          |